# 橘諒
橘 諒（たちばな りょう、6月3日 - ）は、日本の男性声優。埼玉県出身。スリートゥリー所属。

## 出演
太字はメインキャラクター。

### テレビアニメ
2011年
- フリージング（ミヤビのリミッター、生徒）

2012年
- レゴ ニンジャゴー 〜スピン術バトルの使い手〜（2012年 - 2016年、ゼン）- 8シリーズ

2013年
- うたの☆プリンスさまっ♪ マジLOVE2000%（役員、スタッフ、カメラマン）
- スパロウズホテル（客、男、ホストB、暴徒）
- 八犬伝―東方八犬異聞―（村人）

2014年
- 旦那が何を言っているかわからない件（テレビの声、同僚）
- ストレンジ・プラス（ウイリアム、警備員、大きいお友達A）

2015年
- だんちがい（じいや）

2016年
- レゴ ネックスナイツ（アクセル、アクセルの父、アクセルの母、アクセリーナ）

2017年
- いぬやしき（ヤクザ）

2018年
- あっくんとカノジョ（片桐正一郎、警官）
- レイトン ミステリー探偵社 〜カトリーのナゾトキファイル〜（ウエイター）

2019年
- 猫のニャッホ（ダリ、ゴーギャン）

2025年
- アラフォー男の異世界通販（客B、客A）

### ゲーム
- LEGO®ニンジャゴー ローニンの影（2015年、ゼン）
- レゴ ネックスナイツ：マーロック2.0（2016年、アクセル）
- レゴニンジャゴー ムービー ザ・ゲーム（2017年、ゼン）
- 猫のニャッホ 〜ニャ・ミゼラブル〜（2017年、ゴーギャン、ダリ）
- ファイトリーグ（2018年、偏執長 トゥルー・ゴシップ）[4]
- RPGツクールMV Trinity（2018年、鎧武者 アバンド[5]）
- 龍が如く7 光と闇の行方（2020年）
- LOST JUDGMENT：裁かれざる記憶（2021年）
- やまとまほろば地魂これくしょん（2022年、伊予[6]、猪森茂就） - ブラウザゲーム
- 龍が如く8外伝 Pirates in Hawaii（2025年）

### 吹き替え

#### 映画
2017年
- ヴァンプス/VAMPS（ミリェーナ父、他）
- ファンタズムV（レジー）
- 7 WISH/セブン・ウィッシュ（テイラー〈アレクサンダー・ヌネス〉、オーガスト）
- メリッサ・マッカーシー in ザ・ボス 世界で一番お金が好き!（ロナルド/ルノー〈ピーター・ディンクレイジ〉、フィル）

2018年
- エンド・オブ・ハイスクール（ビーミス）
- スティール・サンダー（パトリック・フェリス〈パトリック・キルパトリック〉）
- アウトロー 咆哮（ケリー）

2019年
- ヘルアトラクション 絶叫館（リーバイ）
- ロスト・マーメイド（スタンリー、マイケル、ミラー）

2020年
- ザ・パラサイト 寄生する獣（ミカエル、ジョーンズ、ウィル）

2021年
- インモータル 不死身の男（ペトル・コンスタンチノヴィチ、カリーム、他）
- ヴェロキラプトル（レイ）

2022年
- エクソダス 爆弾に取り憑かれた男（ヤツェク・ゴッチ〈アンジェイ・グラボウスキ〉）

2021年
- 荒鷲の要塞 ※ムービープラス吹替追録版
- テスラ エジソンが恐れた天才（アンソニー・シゲティ〈エボン・モス＝バクラック〉）

2022年
- イリュージョン（コスチャ）

2023年
- ブラック・ダイハード（ニック・ファルコーニ〈トム・ベレンジャー〉）
- ラヴ・アゲイン（ヒューズ）

2024年
- ダイヤモンド・ソード 王の誕生（アサン・カイギ）
- ゴールデン・スローン 黄金の玉座（アサン・カイギ〈イスベク・アビルマジノヴ〉）

#### ドラマ
2021年
- ドクター・フー シーズン8 #3
- グッドガールズ: 崖っぷちの女たち シーズン4（ミック、カール、エヴァン 他）
- マダム・セクレタリー シーズン1

2024年
- Don't Leave Me 〜孤独の連鎖〜
- ポーカー・フェイス（ルカ・クラーク〈サイモン・ヘルバーク〉）

2025年
- エンド・オブ・パリ

#### アニメ
- レゴニンジャゴー ザ・ムービー（ゼン）

#### ボイスオーバー
- オムニの味
- 会いたくて韓国
- 未解決ミステリー シリーズ1 #101,#102（フリーマン保安官[27]）